# Festivalul Internațional de Film de la Karlovy Vary
Festivalul Internațional de Film de la Karlovy Vary (în cehă Mezinárodní filmový festival Karlovy Vary) este un festival de film organizat anual, în luna iulie, la Karlovy Vary (Carlsbad), Republica Cehă. Festivalul de la Karlovy Vary este unul dintre cele mai vechi din lume și a devenit evenimentul principal al industriei de film din Europa Centrală și de Est.

## Istoric

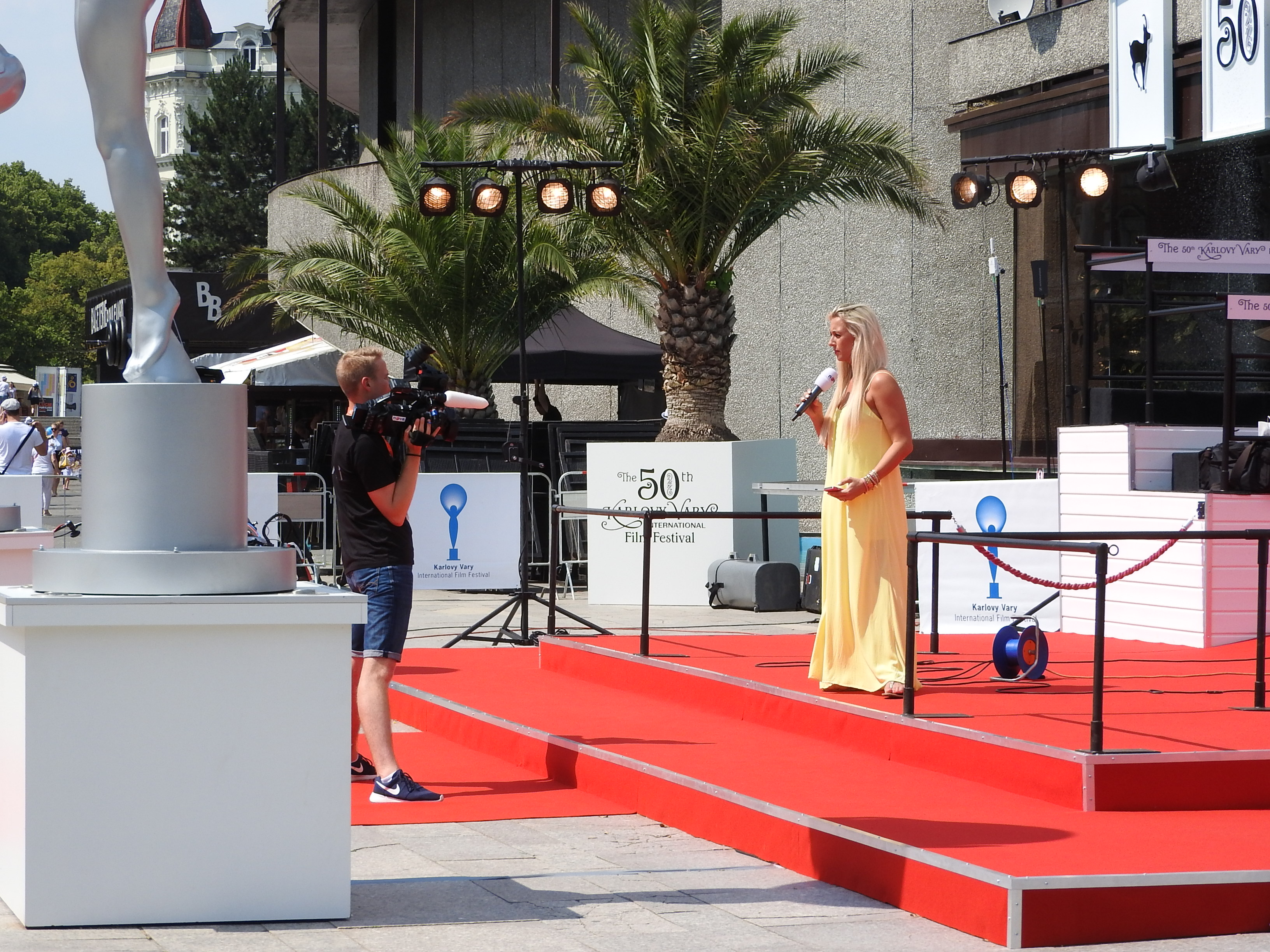
Un reporter TV în deschiderea celei de-a 50-a ediții a festivalului, în fața Hotelului Thermal

Visul multor cineaști entuziaști de dinainte de război s-a materializat în 1946, când un festival necompetițional de filme din șapte țări a avut loc în Mariánské Lázně și Karlovy Vary. El a fost destinat să prezinte în special filmele industriei de film recent naționalizate ale Cehoslovaciei. După primii doi ani, festivalul s-a mutat definitiv la Karlovy Vary.
Festivalul Internațional de Film de la Karlovy Vary a avut loc pentru prima dată ca o competiție internațională de film în 1948. Începând din 1951 filmele au fost evaluate de un juriu internațional. Competiția de la Karlovy Vary și-a găsit repede un loc printre alte festivaluri în curs de dezvoltare și prin 1956 FIAPF clasificase deja festivalul de la Karlovy Vary ca un festival de categorie A. Datorită înființării Festivalului de Film de la Moscova și a deciziei politice de a organiza un singur festival de categorie A pentru toate țările socialiste, festivalul de la Karlovy Vary a fost forțat să alterneze an de an cu festivalul de la Moscova între 1959 și 1993.
Timp de mai multe decenii după preluarea puterii de către comuniști în februarie 1948 festivalul a fost dominat de școala de cinema realist socialistă.
Schimbările sociale și politice care au avut loc după Revoluția de Catifea din noiembrie 1989 au creat preocupări legate de organizarea Festivalului Internațional de Film de la Karlovy Vary. Programul pentru anul 1990 a fost salvat de lansarea mai multor eliberarea filme cehoslovace, care fuseseră închise ani de zile într-un depozit, precum și de apariția unor invitați internaționali precum Miloš Forman, Lindsay Anderson, Annette Bening și Robert De Niro. Organizarea edițiilor viitoare ale festivalului au fost puse însă în îndoială. Problemele financiare și lipsa de interes din partea guvernului, organizatorilor și spectatorilor aproape că au pus capăt lungii tradiții a festivalului în 1992.
În 1994 cea de-a 29-a ediție a Festivalului Internațional de Film de la Karlovy Vary a inaugurat o nouă tradiție. După aproape patruzeci de ani de alternare cu festivalul de la Moscova, festivalul de la Karlovy Vary a început din nou să aibă loc în fiecare an. Fundația Festivalul Internațional de Film de la Karlovy Vary a fost înființată în 1993 de către Ministerul Culturii, în colaborare cu Primăria orașului Karlovy Vary și cu Grand Hotel Pupp. Actorul Jiří Bartoška a fost invitat ca președinte al festivalului, iar Eva Zaoralová a devenit director de programe în 1995. Începând din 1998 organizarea festivalului a fost realizată de Film Servis Festival Karlovy Vary, o societate pe acțiuni.

## Program

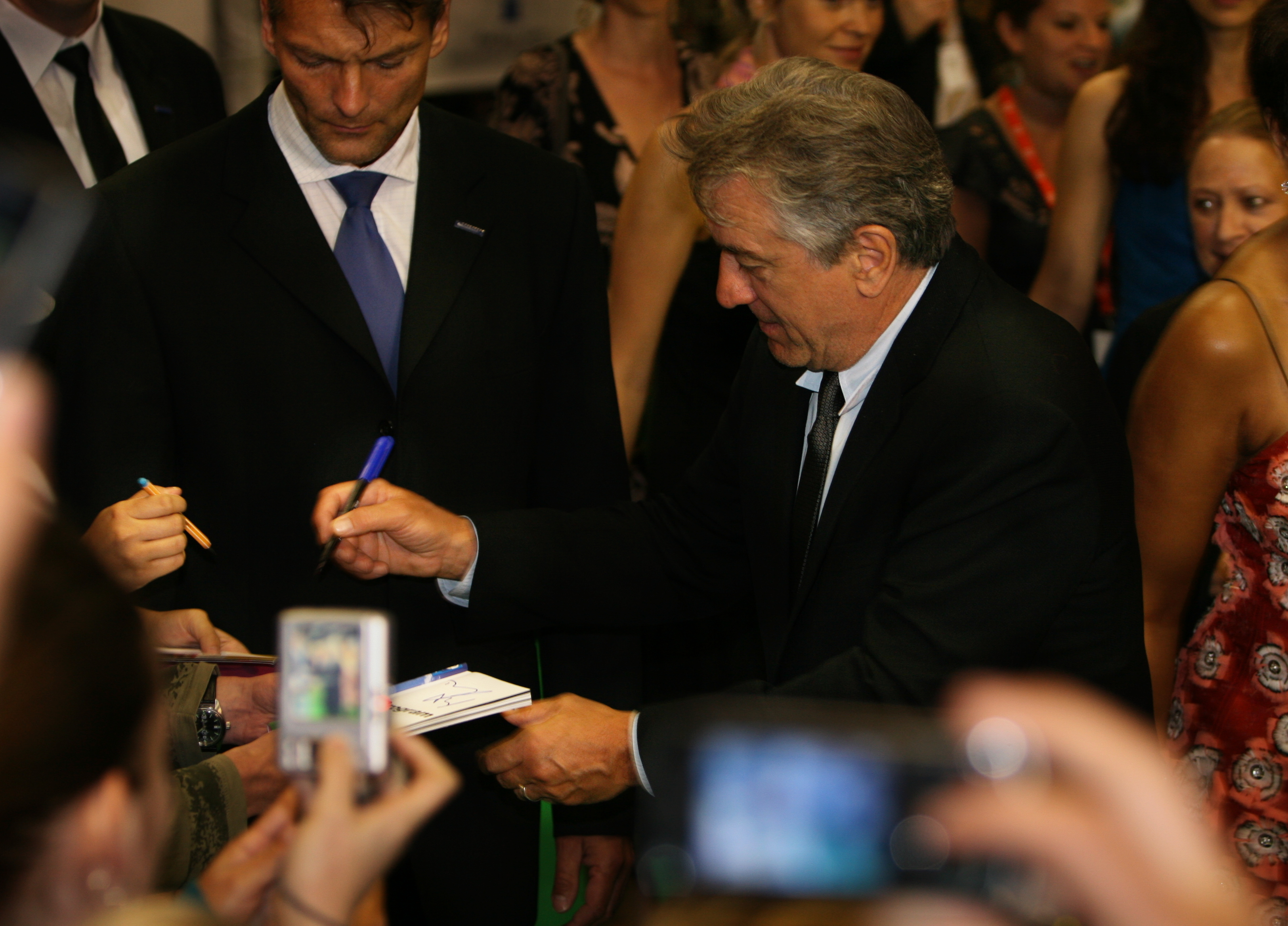
Robert De Niro la cea de-a 43-a ediții a festivalului (2008)

Nucleul programului îl reprezintă concursul de lungmetraje; în conformitate cu reglementările FIAPF doar acele filme care nu au fost prezentate în concurs la niciun alt festival internațional pot fi incluse. Concursul de filme documentare este un alt eveniment important al festivalului. Amplul program informativ conține filme atât în avanpremieră, cât și filme premiate la alte festivaluri. Dar el include, de asemenea, descoperiri de creații artistice ale unor regizori independenți, producții diferite de cele realizate de industria de film tradițională, retrospective și o imagine de ansamblu asupra filmelor cehe lansate în ultimul an. Pentru al zecelea an consecutiv, festivalul va prezenta Variety Critics' Choice: filme noi și interesante de producție europeană, selectate de criticii ce lucrează la această prestigioasă revistă.
Seminarii axate în principal pe filmul european sunt o altă parte importantă a festivalului.
Mii de vizitatori și o mare varietate de filme atestă eficacitatea programului organizat de directoarea de program Eva Zaoralová. Datorită acestor eforturi multe filme vor fi achiziționate la festival pentru o distribuție mai largă sau, datorită primirii unui premiu al festivalului, vor atrage atenția marilor producători, distribuitori și mass-mediei.
Programul festivalului are următoarele secțiuni:
- Concursul de lungmetraje – filme niciodată prezentate în concurs la niciun alt festival internațional.
- Concursul de filme documentare – un concurs împărțit în două părți: documentare mai scurte de 30 de minute și mai lungi de 30 de minute.
- Orizonturi – avanpremieră de filme aduse aici pentru o distribuție mai largă și filme premiate la alte festivaluri.
- Un alt punct de vedere – lucrări experimentale în formă și conținut sau care dezvăluie o abordare creativă mai puțin frecvente.
- Forum Independenților – mai mult decât doar cineaști americani „independenți”.
- La est de vest – filme din fostul bloc socialist. Secțiunea este dedicată regizorilor aflați la primul sau al doilea film[4]
- Filme cehe – o privire de ansamblu asupra filmelor cehe realizate în ultimul an.
- Retrospective – mai multe retrospective tematice prezentând activitatea unei personalități cinematografice de renume mondial, o anumită perioadă de timp sau o selecție de lucrări alese în funcție de criterii specifice.

## Premii
Începând din 1948 Marele Premiu a fost Globul de Cristal - deși forma sa s-a schimbat de multe ori. De la cea de-a 35-a ediție a festivalului de la Karlovy Vary Globul de Cristal a dobândit un nou aspect: acum o femeie ridică un glob de cristal (concept artistic realizat de Tono Stano, Aleš Najbrt, Michal Caban și Šimon Caban).
Competiția de lungmetraj este împărțită în următoarele premii principale:
- Marele Premiu - Globul de Cristal (Karlovy Vary) pentru cel mai bun lungmetraj (25.000 de dolari)
- Premiul special al juriului (15.000 de dolari)
- Premiul pentru cel mai bun regizor
- Premiul pentru cea mai bună actriță
- Premiul pentru cel mai bun actor

Competiția de documentare este împărțită în următoarele premii principale:
- Cel mai bun film documentar în categoria de filme cu durata de 30 de minute sau mai puțin
- Cel mai bun film documentar în categoria de filme cu durata de mai mult de 30 de minute

În fiecare an, festivalul acordă, de asemenea, Globul de Cristal pentru contribuție remarcabilă adusă cinematografiei mondiale.

## Oaspeți de seamă ai festivalului

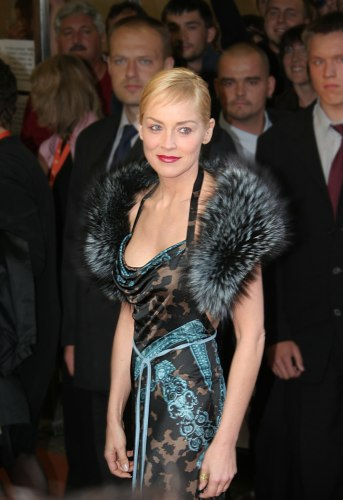
Sharon Stone la cea de-a 40-a ediție a festivalului

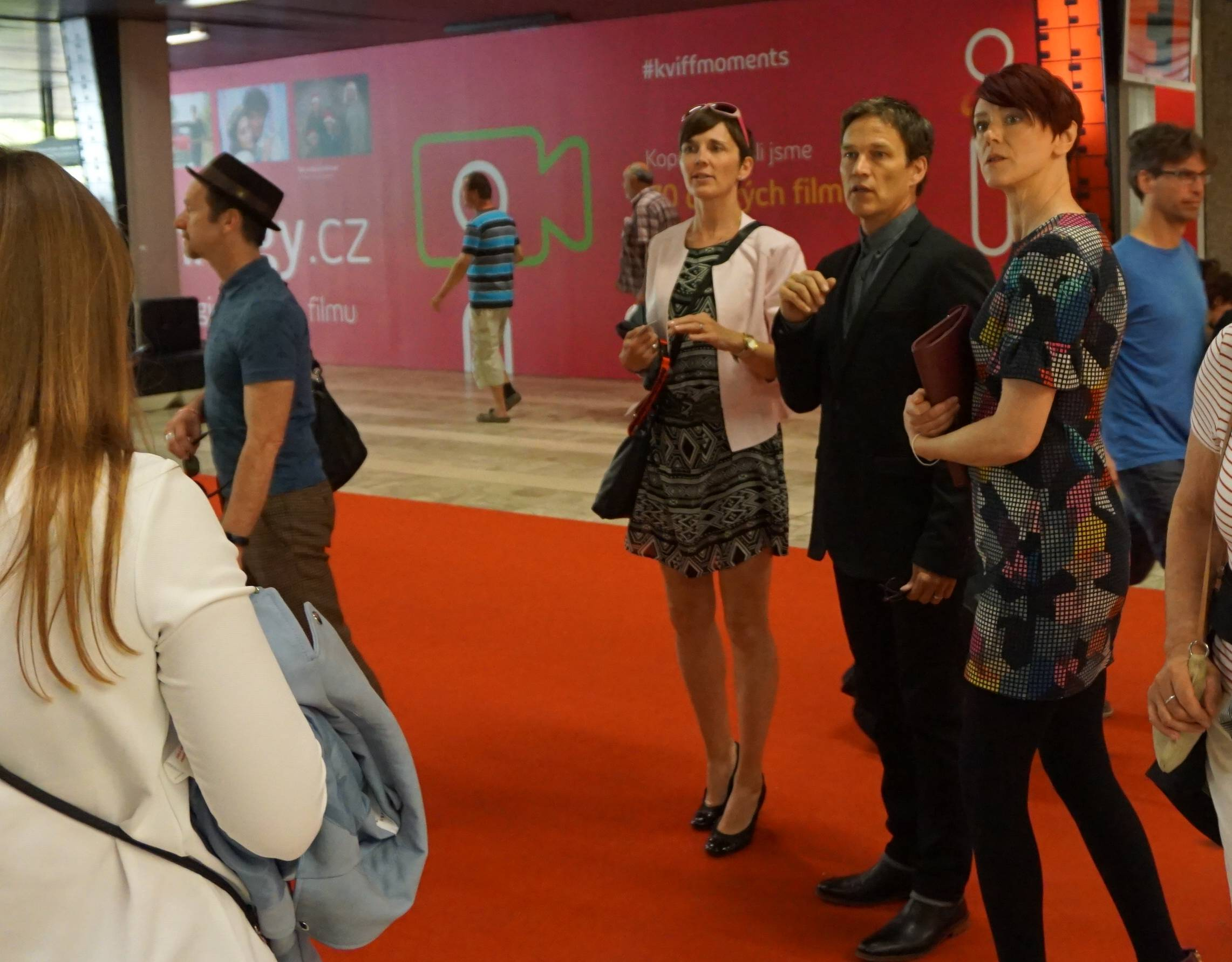
Stephen Moyer (în costum negru), Denis O’Hare (cu pălărie) invitați pentru prezentarea filmului "The Parting Glass" la al 53-lea Festival al Filmului de la Karlovy Vary (1 iulie 2018)

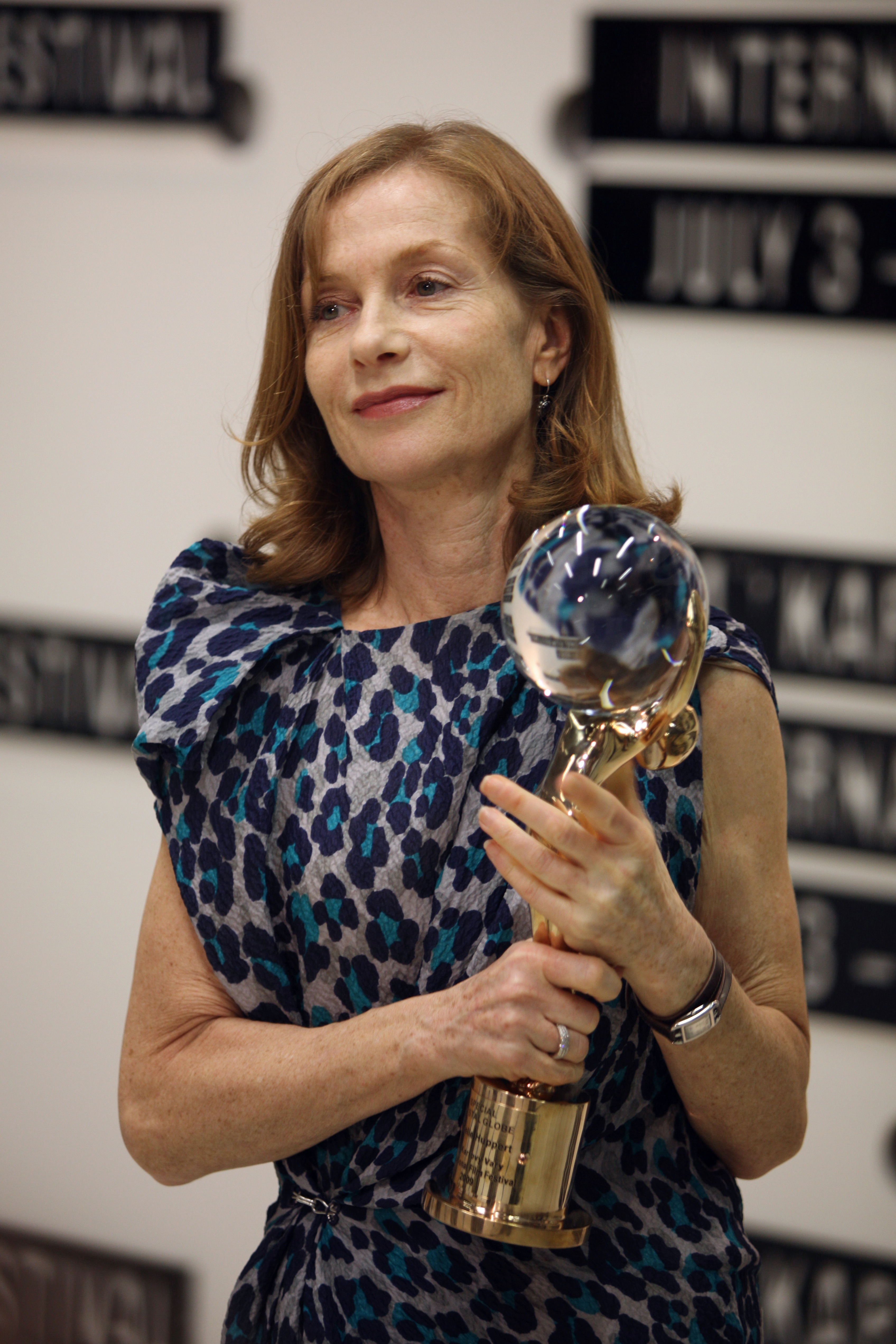
Isabelle Huppert cu Globul de Cristal pentru contribuția adusă la cinematografia mondială (2009)

- 1990: Annette Bening, Robert De Niro, Miloš Forman, Vojtěch Jasný, Maximilian Schell, Shirley Temple
- 1992: Frații Coen, Jason Connery, Aki Kaurismäki, Ken Loach, Agnieszka Holland
- 1994: Leonardo DiCaprio, Max von Sydow, Philippe Noiret
- 1995: Peter O'Toole, Fridrik Thór Fridriksson, Mia Farrow, Mika Kaurismäki
- 1996: Alan Alda, Whoopi Goldberg, Gregory Peck, Ivan Passer, Pierre Richard
- 1997: Miloš Forman, Ivan Passer, Salma Hayek, Nikita Mihalkov, Steve Buscemi
- 1998: Michael Douglas, Ornella Muti, Saul Zaentz, Terry Jones
- 1999: Woody Harrelson, Lukas Moodysson, Nikita Mihalkov
- 2000: Woody Harrelson, Edward Norton, Fridrik Thór Fridriksson
- 2001: Nastassja Kinski, Scarlett Johansson, Oleg Taktarov, Thora Birch
- 2002: Kim Ki-duk, Keira Knightley, István Szabó, Michael York
- 2003: William Forsythe, Kim Ki-duk, Udo Kier, Morgan Freeman
- 2004: Jacqueline Bisset, John Cleese, Bernard Hill, Harvey Keitel, Guillermo Jimenez Díaz, Roman Polanski, Elijah Wood
- 2005: Sharon Stone, Robert Redford, Alexander Payne, Gael García Bernal, Liv Ullmann
- 2006: Andy García, Terry Gilliam, Kim Ki-duk, Danny Trejo
- 2007: Renée Zellweger, Danny DeVito, Ellen Page, Tom DiCillo
- 2008: Robert De Niro, Les Blank, Kim Bodnia, Saffron Burrows
- 2009: John Malkovich, Antonio Banderas, Isabelle Huppert
- 2010: Jude Law, Nikita Mihalkov, Kevin McDonald, Scott Cooper
- 2011: Judi Dench, John Malkovich, John Turturro, Cary Fukunaga, Sasson Gabai, Remo Girone
- 2012: Helen Mirren, Richard Peña, István Szabó, Susan Sarandon, Helena Třeštíková, Marek Najbrt
- 2013: John Travolta, Oliver Stone, F. Murray Abraham, Valeria Golino, Agnieszka Holland, Lou Castel, Jerry Schatzberg, Michel Gondry
- 2014: Mel Gibson, Michael Pitt, Jake Hoffman, Franco Nero, Fanny Ardant, Laura Dern, Mike Cahill, Astrid Bergès-Frisbey
- 2015: Richard Gere, Harvey Keitel, George A. Romero, Jamie Dornan, Sean Ellis, Leslye Headland, Jena Malone, Ryan Fleck[2]
- 2016: Jean Reno, Willem Dafoe, Charlie Kaufman, Jamie Dornan, Sean Ellis[6]
- 2017: Uma Thurman, Casey Affleck, Jeremy Renner, James Newton Howard[7]
- 2018: Tim Robbins, Robert Pattinson, Terry Gilliam, Anna Paquin, Barry Levinson[8]
- 2019: Julianne Moore, Casey Affleck, Patricia Clarkson, Billy Crudup[9]
- 2021: Johnny Depp, Ethan Hawke, Michael Caine[10]
- 2022: Geoffrey Rush, Benicio del Toro, Liev Schreiber[11]
- 2023: Russell Crowe, Ewan McGregor, Alicia Vikander, Robin Wright, Patricia Clarkson, Michael Fassbender, Mary Elizabeth Winstead, Christine Vachon[12][13]
- 2024: Clive Owen, Daniel Brühl, Steven Soderbergh, Viggo Mortensen

## Câștigătorii Globului de Cristal - Marele Premiu
| An   | Film                                                 | Titlu original                                                                           | Regizor                         | Țară                                     |
| ---- | ---------------------------------------------------- | ---------------------------------------------------------------------------------------- | ------------------------------- | ---------------------------------------- |
| 2018 | I Do Not Care If We Go Down in History as Barbarians | Îmi este indiferent dacă în istorie vom intra ca barbari                                 | Radu Jude                       | România, Cehia, · RFG, Bulgaria, Franța  |
| 2017 | Little Crusader                                      | Křižáček                                                                                 | Václav Kadrnka                  | Cehia, Slovacia, Italia                  |
| 2016 | It's Not the Time of My Life                         | Ernelláék Farkaséknál                                                                    | Szabolcs Hajdu                  | Ungaria                                  |
| 2015 | Bob and the Trees                                    | Bob and the Trees                                                                        | Diego Ongaro                    | Statele Unite ale Americii, Franța       |
| 2014 | Corn Island                                          | Simindis kundzuli                                                                        | Giorgi Ovashvili                | Georgia                                  |
| 2013 | The Notebook                                         | A nagy füzet                                                                             | János Szász                     | Ungaria                                  |
| 2012 | The Almost Man                                       | Mer eller mindre mann                                                                    | Martin Lund                     | Norvegia                                 |
| 2011 | Restoration                                          | Boker tov adon fidelman                                                                  | Yossi Madmoni                   | Israel                                   |
| 2010 | The Mosquito Net                                     | La mosquitera                                                                            | Agustí Vila                     | Spania                                   |
| 2009 | Angel at Sea                                         | Un ange à la mer                                                                         | Frédéric Dumont                 | Belgia                                   |
| 2008 | Terribly Happy                                       | Frygtelig lykkelig                                                                       | Henrik Ruben Genz               | Danemarca                                |
| 2007 | Jar City                                             | Mýrin                                                                                    | Baltasar Kormákur               | Islanda                                  |
| 2006 | Sherrybaby                                           | Sherrybaby                                                                               | Laurie Collyer                  | Statele Unite ale Americii               |
| 2005 | My Nikifor                                           | Mój Nikifor                                                                              | Krzysztof Krauze                | Polonia                                  |
| 2004 | A Children's Story                                   | Certi bambini                                                                            | Andrea Frazzi, Antonio Frazzi   | Italia                                   |
| 2003 | Facing Windows                                       | La Finestra di fronte                                                                    | Ferzan Özpetek                  | Italia, Regatul Unit, Turcia, Portugalia |
| 2002 | Year of the Devil                                    | Rok ďábla                                                                                | Petr Zelenka                    | Cehia                                    |
| 2001 | Amélie                                               | Le fabuleux destin d'Amélie Poulain                                                      | Jean-Pierre Jeunet              | Franța                                   |
| 2000 | Me You Them                                          | Eu Tu Eles                                                                               | Andrucha Waddington             | Brazilia                                 |
| 1999 | Yana's Friends                                       | Hachaverim shel Yana                                                                     | Arik Kaplun                     | Israel                                   |
| 1998 | Streetheart                                          | Le coeur au poing                                                                        | Charles Binamé                  | Canada                                   |
| 1997 | My Life in Pink                                      | Ma vie en rose                                                                           | Alain Berliner                  | Belgia, Franța, · Regatul Unit           |
| 1996 | Prisoner of the Mountains                            | Kavkazskiy plennik                                                                       | Sergei Bodrov                   | Rusia, Kazahstan                         |
| 1995 | The Ride                                             | Jízda                                                                                    | Jan Svěrák                      | Cehia                                    |
| 1994 | My Soul Brother                                      | Mi hermano del alma                                                                      | Mariano Barroso                 | Spania                                   |
| 1992 | Krapatchouk                                          | Krapatchouk                                                                              | Enrique Gabriel                 | Spania, Belgia, · Franța                 |
| 1990 | Nu a fost acordat oficial                            | Nu a fost acordat oficial                                                                | Nu a fost acordat oficial       | Nu a fost acordat oficial                |
| 1988 | Hibiscus Town                                        | Fu rong zhen                                                                             | Xie Jin                         | China                                    |
| 1986 | A Street to Die                                      | A Street to Die                                                                          | Bill Bennett                    | Australia                                |
| 1984 | Lev Tolstoi                                          | Lev Tolstoi                                                                              | Serghei Gherasimov              | Uniunea Sovietică, Cehoslovacia          |
| 1982 | Mexicul în flăcări                                   | Красные колокола. Фильм 1. Мексика в огне Krasnye kolokola, film pervyy - Meksika v ogne | Serghei Bondarciuk              | Mexic, Uniunea Sovietică, Italia         |
| 1980 | Logodnica                                            | Die Verlobte                                                                             | Günter Reisch, Günther Rücker   | RDG                                      |
| 1978 | Umbre de vară fierbinte                              | Stíny horkého léta                                                                       | František Vláčil                | Cehoslovacia                             |
| 1978 | Albul Bim - Ureche neagră                            | Белый Бим Чёрное ухо Belîi Bim Ciornoe uho                                               | Stanislav Rostoțki              | Uniunea Sovietică                        |
| 1976 | La Cantata de Chile                                  | La Cantata de Chile                                                                      | Humberto Solás                  | Cuba                                     |
| 1974 | Romanță despre îndrăgostiți                          | Романс о влюблённых / Romans o vliublionnîh                                              | Andrei Koncealovski             | Uniunea Sovietică                        |
| 1972 | Îmblânzirea focului                                  | Укрощение огня Ukroșcenie ognia                                                          | Daniil Hrabrovițki              | Uniunea Sovietică                        |
| 1970 | Șoimul                                               | Kes                                                                                      | Ken Loach                       | Regatul Unit                             |
| 1968 | Vară capricioasă                                     | Rozmarné léto                                                                            | Jiří Menzel                     | Cehoslovacia                             |
| 1966 | Nu a fost acordat oficial                            | Nu a fost acordat oficial                                                                | Nu a fost acordat oficial       | Nu a fost acordat oficial                |
| 1964 | Acuzatul                                             | Obžalovaný                                                                               | Ján Kadár, Elmar Klos           | Cehoslovacia                             |
| 1962 | 9 zile dintr-un an                                   | Девять дней одного года / Deviat dnei odnogo goda                                        | Mihail Romm                     | Uniunea Sovietică                        |
| 1960 | Serioja                                              | Серёжа                                                                                   | Gheorghi Danelia, Igor Talankin | Uniunea Sovietică                        |
| 1958 | Pe Donul liniștit                                    | Тихий Дон / Tihii Don                                                                    | Serghei Gherasimov              | Uniunea Sovietică                        |
| 1958 | Step Brothers                                        | Ibo kyoudai                                                                              | Miyoji Ieki                     | Japonia                                  |
| 1957 | Jagte Raho                                           | Jagte Raho                                                                               | Sombhu Mitra, Amit Mitra        | India                                    |
| 1956 | Dacă toți tinerii din lume                           | Si tous les gars du monde                                                                | Christian-Jaque                 | Franța                                   |
| 1954 | Salt of the Earth                                    | Salt of the Earth                                                                        | Herbert J. Biberman             | Statele Unite ale Americii               |
| 1954 | Prieteni credincioși                                 | Верные друзья / Vernîe druzia                                                            | Mihail Kalatozov                | Uniunea Sovietică                        |
| 1952 | The Unforgettable Year 1919                          | Nezabyvaemyy god 1919                                                                    | Mihail Ciaureli                 | Uniunea Sovietică                        |
| 1951 | Cavalerul stelei de aur                              | Кавалер золотой звезды / Kavaler zolotoi zvezdî                                          | Iuli Raizman                    | Uniunea Sovietică                        |
| 1950 | Căderea Berlinului                                   | Padenie Berlina                                                                          | Mihail Ciaureli                 | Uniunea Sovietică                        |
| 1949 | The Battle of Stalingrad 1                           | Stalingradskaya bitva I                                                                  | Vladimir Petrov                 | Uniunea Sovietică                        |
| 1948 | The Last Stage                                       | Ostatni etap                                                                             | Wanda Jakubowska                | Polonia                                  |
| 1947 | Nu a fost acordat oficial                            | Nu a fost acordat oficial                                                                | Nu a fost acordat oficial       | Nu a fost acordat oficial                |
| 1946 | Nu a fost acordat oficial                            | Nu a fost acordat oficial                                                                | Nu a fost acordat oficial       | Nu a fost acordat oficial                |